# Borat utólagos mozifilm
A Borat utólagos mozifilm: Királyságos vesztegetőajándék leszállítása amerikás vezéreknek egykor dicső kazah nép javára (eredeti cím: Borat Subsequent Moviefilm: Delivery of Prodigious Bribe to American Regime for Make Benefit Once Glorious Nation of Kazakhstan) (egyszerűen: Borat Subsequent Moviefilm vagy Borat 2) 2020-ban bemutatott brit–amerikai áldokumentum-filmvígjáték, mely Jason Woliner elsőfilmes rendezése. A főszerepben Sacha Baron Cohen mint a kitalált kazah újságíró és televíziós személyiség Borat Szaggyijev és Marija Bakalova mint Tutar nevű lánya, akit menyasszonyként ajánlanak fel Mike Pence amerikai alelnöknek a Covid19-világjárvány és a 2020-as amerikai elnökválasztás idején. A 2006-os Borat: Kazah nép nagy fehér gyermeke menni művelődni Amerika című film folytatása.
A bemutatóra 2020. október 23-án került sor az Amazon Prime Videón, magyar szinkronnal pedig 2021. április 22-én vált elérhetővé.

## Cselekmény
Miután az előző filmmel hatalmas szégyent hozott hazájára (s emiatt Kazahsztán kálium- és fanszőrexportja drasztikusan bezuhant), Boratot kényszermunkatáborba küldték tizennégy évre. Nurszultan Nazarbajev közbenjárására elengedik, ugyanis fontos feladattal akarják megbízni: el kell szállítania a kazah kulturális minisztert, egyben az ország leghíresebb pornósztárját – Csimpánz Johnnyt, egy majmot – ajándékként Donald Trump amerikai elnöknek, hogy barátságba kerüljön vele. Csakhogy Borat a legutóbbi útján odaszékelt a Trump Tower elé, ezért közvetlenül nem léphet vele kapcsolatba. Így elhatározza, hogy Mike Pence alelnöknek szállítja le. Falujába hazatérve azzal szembesül, hogy szomszédja, Nurszultan Tuljakbaj elvette tőle otthonát és fiait, továbbá hogy van egy tizenöt éves lánya, Tutar, aki az istállóban él.
Egyedül kell mennie, mert régi útitársát, Azmatot Nazarbajev megnyúzatta, és a bőréből fotelt készíttetett. Borat kerülőúton érkezik a texasi Galvestonba, ahol kellemetlenül érinti, hogy mindenki felismeri. Hogy titokban maradjon kiléte, rengeteg álruhát vásárol. Vesz egy okostelefont is, és felkészül Csimpánz Johnny érkezésére. Ám döbbenten veszi észre, hogy lánya, Tutar volt a szállítóládában, aki megette Johnnyt. Borat telefaxon megüzeni Nazarbajevnek a tragédiát, aki azt válaszolja neki: valahogy okozzon örömet Pence-nek, különben kivégezteti. Elhatározza, hogy a lányát kínálja föl neki.
Először teljes szépészeti átalakításra viszi, majd egy bálba mennek, ahol az apa-lánya tánc közben megbotránkozást okoz a menstruáló Tutar vérző vaginája. Ezután Borat megtudja, hogy Mike Pence a közelben fog beszélni egy republikánus gyűlésen, így elhatározza, hogy önmagát Donald Trumpnak maszkírozva viszi el Tutart a helyszínre. Miután rövid úton kivezettetik és újra kudarcot vall, Nazarbajev követeli, hogy jöjjön haza, ahol két tehénhez kötözve fogják széttépni. Borat rájön, hogy van még egy esélye: ha Rudy Giuliani közelébe kerül.
Mivel Giuliani korábban azzal hencegett, hogy viszonya volt egy nagymellű nővel, Borat úgy gondolja: ha mellimplantátumot rakat be Tutarnak, akkor sikerrel jár. Sajnos nincs elegendő pénzük a műtéthez, ezért Borat beáll borbélynak, hogy meglegyen az összeg. Addig is egy nő gondjaira bízza lányát, aki rávilágít, hogy sok minden, amit Borat mondott neki a nőiségről, ostobaság vagy hazugság. Mikor látja, hogy Amerikában a nők is vezethetnek, és még maszturbálni is képes (amiről azt hitte, hogy lehetetlen, mert a vaginájának fogai vannak), rájön hogy ő úgy jó, ahogy van, és konfrontálódik az apjával. Mielőtt távozna, közli apjával: olvasta a Facebookon, hogy a holokauszt (ami úgymond a kazahok egyetlen meg nem tépázott büszkeségének forrása) hazugság.
A csalódott Borat úgy dönt, hogy öngyilkosságot követ el: sztereotipizált zsidónak öltözve zsinagógába megy, hogy megvárja a következő lövöldözést. Ott találkozik két idős hölggyel, akik holokauszt-túlélők, és megerősítik abban, hogy a holokauszt tényleg megtörtént. Borat örömében Tutar után indul, de a város utcái teljesen kihaltak a koronavírus-járvány miatti lezárások miatt. Meghúzza magát két QAnon összeesküvés-hívővel, akik felajánlják neki, hogy segítenek megkeresni Tutart. Felfedezi őt a Facebookon, és megtudja, hogy riporter lett, aki a washingtoni Olympiában fog tudósítani egy lezárásellenes demonstrációról.
A gyűlésre hamisítatlan amerikai rednecknek öltözve megy el, ahol mint Country Steve énekel el egy Obama-ellenes dalt. Közben barátai meglátják Tutart és közlik vele, hogy ha nem segít Boratnak, akkor meg fogják ölni odahaza. Tutar beleegyezik, hogy felajánlja magát Rudy Giulianinak, de apjával nem hajlandó találkozni. Borat beszél a nővel, aki vigyázott a lányára, és közben rájön, hogy szereti Tutart, és utánaindul. Lezajlik az interjú, és miután Tutar félrevonulna Giulianival, Borat beront, és közli: inkább saját magát ajánlaná fel. Miután kudarcot vall, Borat vállalja, hogy kivégzik, Tutar pedig úgy dönt, hazamegy vele.
Kazahsztánban nagy meglepetésre megbocsátanak neki. Ugyanis kiderül: egész küldetésének az volt az értelme, hogy bosszút álljanak a világon, amiért kinevették Kazahsztánt. Kiderül, hogy mielőtt elindult az Egyesült Államokba, nem "cigánykönnyel" injekciózták be, hanem a SARS-CoV2 vírussal, így ő volt az indexbeteg, aki végigfertőzte az egész világot. Borat azonban csőbe húzza Nazarbajevet, azt állítván, hogy van egy hangfelvétele, és az amerikai telefonboltos eladót a technológiai miniszternek hazudva megzsarolják a politikust, hogy kiszivárogtatják az információt.
Cserébe annyit kér, hogy kapja vissza az állását, és hogy töröljék el Kazahsztán nőellenes törvényeit. Három hónappal később Tutar és Borat lelkesen tudósítanak egy új hagyományról: a rasszizmus miatt eltörölt zsidófuttatás helyett amerikai-futtatást tartanak: oltásellenes és a népszerű Karen-mémhez hasonló figurák verik agyon Anthony Fauci tisztifőorvos bábját. A film egy felirattal zárul, amely a szavazáson való részvételre buzdít.
A stáblista végén a filmet Judith Dim Evans emlékének ajánlják, aki a holokauszt-túlélő idős hölgyet alakította.

## Szereplők
| Szerep                                  | Színész              | Magyar hang         |
| --------------------------------------- | -------------------- | ------------------- |
| Borat "Margaret" Szaggyijev             | Sacha Baron Cohen    | Scherer Péter       |
| Tutar Szaggyijev                        | Marija Bakalova      | Andrusko Marcella   |
| Nurszultan Nazarbajev                   | Dani Popescu         |                     |
| önmaga                                  | Tom Hanks            | Kőszegi Ákos        |
| Dr. Yamak                               | Manuel Vieru         |                     |
| Nurszultan Tuljakbaj                    | Miroslav Tolj        |                     |
| Huey Lewis / Jeffrey Epstein Szaggyijev | Alin Popa            |                     |
| Bilak Szaggyijev                        | Ion Gheorghe         |                     |
| Biram Szaggyijev                        | Nicolae Gheorghe     |                     |
| kucseki falusi 1                        | Marcela Codrea       |                     |
| kucseki falusi 2                        | Luca Nelu            |                     |
| Babuska                                 | Nicoleta Ciobanu     |                     |
| önmaga                                  | Rita Wilson          |                     |
| önmaga                                  | Mike Pence           | Tarján Péter        |
| önmaga                                  | Rudy Giuliani        | Ujréti László       |
| néző Ausztráliában                      | Jason Woliner        |                     |
| telefonbolti eladó                      | Brian Patrick Snyder | Crespo Rodrigo      |
| Instagram-inflencer                     | Macy Chanel          |                     |
| lelkész                                 | Jonathan Bright      | Király Adrián       |
| bálszervező                             | Dr. Jean Sheffield   | Kovács Nóra         |
| plasztikai sebész                       | Charles Wallace      | Orosz István        |
| bébiszitter                             | Jeanise Jones        | Réti Szilvia        |
| borbély                                 | Alan Randy Knight    | Petridisz Hrisztosz |
| QAnon-hívő #1                           | Jerry Holleman       | Törköly Levente     |
| QAnon-hívő #2                           | Jim Russell          | Epres Attila        |
| holokauszt-túlélő asszony               | Judith Dim Evans     |                     |

Sid Miller, Donald Trump és Donald Trump Jr. eredetileg szerepeltek a filmben, de a jeleneteiket kivágták. Luenell, Borat felesége az első film végéről, szintén szerepelt volna, de szintén kivágták.

## Forgatása
Rupert Murdoch 2007 elején bejelentette, hogy Sacha Baron Cohen egy második Borat-filmre is aláírt a 20th Century Fox-szal. Cohen azonban úgy gondolta, hogy inkább nyugdíjazza a figurát, ugyanis túl ismert lett a film. Borat 2014-ben visszatért az Ali G: Rezurection című FXX-produkcióban, amely tulajdonképpen a Da Ali G Show újravágott változata volt, pár új jelenettel. 2015 decemberében Jimmy Kimmel műsorában is így szerepelt, hogy reklámozza az "Agyas és agyatlan" című filmet, majd 2018 novemberében újfent, hogy a félidős választásokon való részvételre bátorítsa az amerikaiakat. A film bemutatója szándékosan lett a 2020-as amerikai választások előtte időzítve.
A forgatás addig nem kezdődött el, míg meg nem találták Tutar szerepére a megfelelő színészt. Maria Bakalovát 600 jelentkező közül választották ki. Az első jeleneteket: egy interjút a Texasi Mezőgazdasági Intézet vezetőjével, majd egy arlingtoni autókázást 2019 végén vették fel, ezek a filmből ugyan kimaradtak, de az előzetesbe bekerültek. 2020 februárjában Cohen megjelent Donald Trumpnak öltözve egy republikánus gyűlésen, bár a valódi identitását ekkor még nem leplezte le.
Ugyanebben a hónapban a georgiai Maconba utazott a báli jelenetek felvételére, ahol azzal verte át a szereplőket, hogy egy felnőtté válós történetet fognak forgatni. Bakalova kihajolt útközben az autójuk ablakán, amikor is egy rendőr leintette őket; testkamerájának felvételén átható, hogy felismerte őket. Ezután Dél-Karolinában rögzítettek jeleneteket egy pékségben, egy kríziscenterben és egy jelmezboltban. 2020 júniusában vett részt az olympiai demonstráción Country Steve-nek öltözve. A tüntetők egy része egy idő után felismerte Cohent és nevetni kezdett, mire a szervezők észrevették, hogy átverték őket, és hirtelen erőszakossá váltak. Csak az mentette meg a stábot, hogy a biztonságiak beépített emberek voltak. Végül mégis menekülniük kellett, amikor a feldühödött tömeg üldözőbe vette őket, Cohennek pedig folyamatosan tartania kellett a kimenekítésére szolgáló mentőautó ajtaját, amit a tüntetők fel akartak tépni. Ez bekerült a hírekbe is, de a nagy nyilvánosság azt hitte, hogy a "Who's America?" című sorozatához vesz fel új jeleneteket. 2020 júliusában rózsaszín női fehérneműben tört rá Rudy Giulianira interjú közben, amiért ráhívták a rendőröket.
Augusztusban többen látták Cohent Boratnak öltözve Los Angelesben, így arra következtettek, hogy érkezik egy új Borat-film. Két napig golyóálló mellényt kellett viselnie, ugyanis olyan jeleneteket vettek fel, amely során akár fegyverrel is rátámadhattak volna.
A kazahsztáni falusi jeleneteket ezúttal is Romániában vették fel, de az előző film negatív felhangjai miatt nem ugyanabban a faluban, hanem Sárpataki úton, Maros megyében.

## Bemutató
2020 szeptemberében az Amazon Studios 80 millió dollárért szerezte meg a film terjesztési jogait, és október 23-án adta ki. Baron Cohen több forgalmazónak bemutatta a filmet, akik politikai tartalma miatt nem voltak hajlandók kiadni. Az első előzetes 2020. október 1-én jelent meg és megerősítették, hogy Baron Cohen több poént is lelőtt a filmben.

### Promóció és marketing
A film megjelenését megelőző két hétben az Amazon 20,4 millió dollárt költött marketingre.
Baron Cohen csatlakozott az Instagramhoz, a TikTok és a Twitter közösségi médiához, mint Borat, hogy kommentálja az amerikai politikát a választások előtt, és népszerűsítse a film megjelenését. Többek között gratuláltak Donald Trumpnak, aki megnyerte az Egyesült Államok 2020-as elnöki vitájának első eseményét.

## Botrányok

### Rudy Giuliani szerepeltetése
A film egyik jelenetében látható, hogy Rudy Giuliani az egyik kezével belenyúl a nadrágjába, miközben az éppen szerepben lévő Maria Bakalova újságírónak adja ki magát. Az interjút követően felmennek egy hotelszobába, és miközben isznak, Giuliani elkéri Bakalova címét és telefonszámát. Bakalova leveszi Giulianiról a mikrofont, eközben az inge kitűrődik, és ő ezután fekszik az ágyra és nyúl a nadrágjába. Ekkor tör be Baron Cohen Boratnak öltözve, azt kiabálva, hogy ő tizenöt éves, túl idős hozzá. Giuliani később tagadta, hogy bármi illetlent csinált volna, az esetet a Hunter Biden-féle üggyel kapcsolatos bosszúnak tartotta (annak ellenére, hogy a jelenetet hónapokkal az ominózus politikai botrány kirobbanása előtt lett felvéve), és azt állította, hogy csak vissza akarta tűrni az ingét. Baron Cohen viszont ezt követően is többször kijelentette, hogy pontosan arra készült, mint aminek látszott. A filmért Giuliani 2021-ben Arany Málna-díjat kapott.

### Durva bánásmód és rasszizmus
A holokauszt-túlélő Judith Dim Evans meghalt még a film elkészülte előtt, örökösei pedig beperelték a film készítőit, mondván: a hölgy nem egyezett bele abba, hogy jeleneteit felhasználják. Baron Cohen, aki a filmet az emlékének ajánlotta, és maga is zsidó, elmondta: a jelenet után felfedte a kilétét, hogy megnyugtassa Borat antiszemita viselkedésével kapcsolatosan. 2020. október 26-án a keresetet elutasították.
Jeanise Jones, aki a bébiszittert játszotta, állítása szerint becsapva érezte magát, mert neki azt mondták, hogy egy dokumentumfilmben fog szerepelni, ahol egy fiatal lányt készülnek hozzáadni egy idősebb férfihoz. Elmondása szerint egészen a bemutató napjáig fogalma sem volt róla, miben fog szerepelni. Később pontosított: azt mondta, nem haragszik a film készítőire, és hogy neki kellett volna figyelmesebben elolvasnia a papírokat, amiket aláírt. Azt mindenesetre fenntartotta, hogy a 3600 dollárnál talán több is járt volna neki, ha tudja, milyen produkcióban működik közre. Mivel karaktere a film egyik fő erkölcsi iránytűje, amikor kiderült, hogy a járványhelyzet miatt elvesztette állását és jövedelem nélkül maradt, egy GoFundMe kampányon keresztül a helyi egyházközösség vezetője 150 ezer dollárt gyűjtött neki. Baron Cohen ezen felül további 100 ezer dollárt juttatott az egyházközösségnek. Maria Bakalova 2021-ben elmondta, hogy a mai napig kapcsolatban állnak.
Kazahsztánban az előző film is sokáig cenzúrázva volt, Baron Cohen pedig letiltották. A második rész előtt internetes kampány indult a film leállítása érdekében, amit több mint százezren aláírtak, és népes tüntetés kezdődött Almati amerikai nagykövetsége előtt a film bemutatójának napján. A kritikák a Borat által megtestesített primitív, rasszista, xenofób attitűdöt sérelmezték, illetve azt, hogy faragatlanságával az egész kazah népet lealacsonyító módon ábrázolja. A Kazah Turisztikai Ügynökség ezzel szemben kihasználta a film adta érdeklődést, és Borat egyik mondását használva "Kazahsztán – Jóféle!" néven kampányt indított a turizmus népszerűsítése érdekében.
Ezeken kívül a brit hagyományőrzőket sikerült felbőszíteni a Cerne Abbas-i óriás ábrázolásával, illetve párizsi muszlimok sérelmezték, hogy a film egyik plakátján az erősen alulöltözött Borat egy Allah feliratú gyűrűt visel.

## Minisorozat
2021. május 24-én a Prime Video bemutatta a "Borat VHS-kazetta a Kazah Cenzúra és Körülmetélés Minisztériuma által kvázi elfogadhatóságúra minősített anyagokkal" című rövidfilmet, melyben kimaradt jelenetek láthatóak, továbbá ugyanezen a napon a "Borat amerikás lezárásolása & leleplezés" című minisorozatot, melyben a két QAnon-hívővel a lezárások alatt töltött napok kerültek még részletesebben, dokumentumfilmként bemutatásra. Egy ritka jelenet is látható benne, amelyben Baron Cohen kiesik a szerepéből, méghozzá akkor, amikor a feldühödött tüntetők üldözőbe vették őket, és Baron Cohen láthatóan figyelmezteti a forgatóstábót a veszélyre.

## Díjak és jelölések
| Díj                                            | Időpont            | Kategória                                       | Díjazott | Eredmény |
| ---------------------------------------------- | ------------------ | ----------------------------------------------- | --- | -------- |
| Oscar-díj                                      | 2021. április 25.  | Legjobb női mellékszereplő                      | Maria Bakalova | Jelölve  |
| Oscar-díj                                      | 2021. április 25.  | Legjobb forgatókönyv                            | Sacha Baron Cohen, Anthony Hines, Dan Swimer, Peter Baynham, Erica Rivinoja, Dan Mazer, Jena Friedman, Lee Kern, Nina Pedrad  | Jelölve  |
| Amerikai Filmvágók Díja                        | 2021. április 17.  | Legjobb vágás – egész estés vígjáték            | James Thomas, Craig Alpert, Mike Giambra                                                                                      | Jelölve  |
| BAFTA                                          | 2021. április 11.  | Legjobb női mellékszereplő                      | Maria Bakalova | Jelölve  |
| Casting Society of America                     | 2021. április 15.  | Legjobb nagy költségvetésű vígjáték             | Nancy Bishop | Elnyerte |
| Critics' Choice Movie Awards                   | 2021. március 7.   | Legjobb vígjáték                                | Borat folytatólagos mozifilm                                                                                                  | Jelölve  |
| Critics' Choice Movie Awards                   | 2021. március 7.   | Legjobb női mellékszereplő                      | Maria Bakalova | Elnyerte |
| Golden Globe-díj                               | 2021. február 28.  | Legjobb musical vagy vígjáték                   | Borat folytatólagos mozifilm                                                                                                  | Elnyerte |
| Golden Globe-díj                               | 2021. február 28.  | Legjobb színész – musical vagy vígjáték         | Sacha Baron Cohen | Elnyerte |
| Golden Globe-díj                               | 2021. február 28.  | Legjobb színésznő – musical vagy vígjáték       | Maria Bakalova | Jelölve  |
| Arany Málna-díj                                | 2021. április 21.  | Legrosszabb mellékszereplő                      | Rudy Giuliani | Elnyerte |
| Arany Málna-díj                                | 2021. április 21.  | Legrosszabb jelenet                             | Rudy Giuliani a nadrágjába nyúl                                                                                               | Elnyerte |
| Make-Up Artists and Hair Stylists Guild Awards | 2021. április 3.   | Legjobb kortárs smink egy egész estés filmben   | Katy Fray, Lisa Layman, Thomas Kolarek                                                                                        | Jelölve  |
| Make-Up Artists and Hair Stylists Guild Awards | 2021. április 3.   | Legjobb kortárs frizura egy egész estés filmben | Kimberly Boyenger, Tyler Ely                                                                                                  | Jelölve  |
| MTV Movie & TV Awards                          | 2021. május 16-17. | Legjobb film                                    | Borat folytatólagos mozifilm                                                                                                  |          |
| MTV Movie & TV Awards                          | 2021. május 16-17. | Legjobb debütálás                               | Maria Bakalova |          |
| MTV Movie & TV Awards                          | 2021. május 16-17. | Legjobb páros                                   | Borat és Tutar Szaggyijev |          |
| National Society of Film Critics Awards        | 2021. január 9.    | Legjobb női mellékszereplő                      | Maria Bakalova | Elnyerte |
| Online Film Critics Society Awards             | 2021. január 25.   | Legjobb női mellékszereplő                      | Maria Bakalova | Elnyerte |
| Producers Guild of America Awards              | 2021. március 24.  | Legjobb mozifilm                                | Sacha Baron Cohen, Monica Levinson, Anthony Hines                                                                             | Jelölve  |
| Screen Actors Guild Awards                     | 2021. április 4.   | Legjobb alakítás – mellékszereplőnő             | Maria Bakalova | Jelölve  |
| Society of Composers and Lyricists Awards      | 2021. március 2.   | Legjobb eredeti dal                             | "Wuhan Flu" – Erran Baron Cohen, Sacha Baron Cohen, Anthony Hines                                                             | Jelölve  |
| Writers Guild of America Awards                | 2021. március 21.  | Legjobban adaptált forgatókönyv                 | Sacha Baron Cohen, Anthony Hines, Dan Swimer, Peter Baynham, Erica Rivinoja, Dan Mazer, Jena Friedman, Lee Kern & Nina Pedrad | Elnyerte |

## Fordítás
- Ez a szócikk részben vagy egészben  a   Borat Subsequent Moviefilm című angol Wikipédia-szócikk fordításán alapul.  Az eredeti cikk szerkesztőit annak laptörténete sorolja fel. Ez a jelzés csupán a megfogalmazás eredetét és a szerzői jogokat jelzi, nem szolgál a cikkben szereplő információk forrásmegjelöléseként.